# 洪圣沙

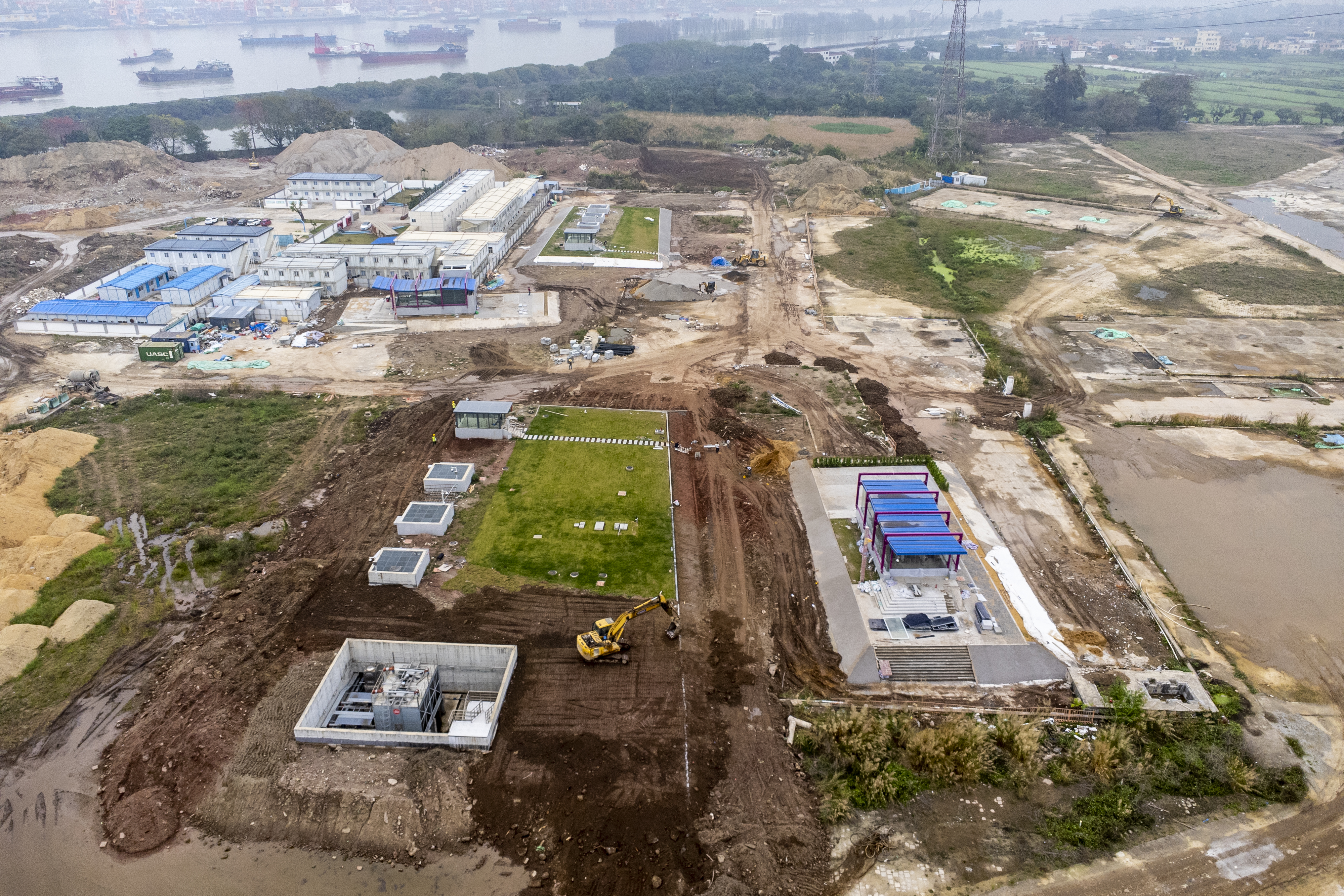
洪圣沙中部的地铁站出入口及隧道工地

洪圣沙是位于广东省广州市黄埔区珠江出海口的一个江心沙洲岛屿。洪圣沙四面环水，西邻长洲岛，东连白兔沙，北侧与黄埔港相对。其形状狭长，呈西北-东南方向延伸，长约1,000米，宽约500米，面积约0.5平方公里。
洪圣沙与两岸无陆路交通，岛上也无市政配套设施。岛上除耕田和水塘外，曾设有黄埔港的附属码头设施，现时有多个市政工程建设工地。

## 早期发展
据长洲岛南海神祠内的《福善堂贈田碑記》，该处早前已有一块沙地露出水面，后草地和沙地逐渐形成潮田。清道光十九年（1839），长洲下庄村的福善堂出资开垦该潮田，筑起三百亩的围堤，作为村民所供奉的洪圣庙的庙产，以便日后成为田地时，可资助庙宇的庆典活动和祭祀费用。故命名这块地为“洪圣沙”。
附近村民在岛上种植水稻、甘蔗、香蕉等作物。1949年后，当局建立了“洪圣沙白兔沙水上居民聚集区”，管理洪圣沙、白兔沙一带的船民。

## 货运码头
1985年10月，黄埔港在洪圣沙建成洪圣沙水转水码头，以缓解黄埔港船舶、货物长期积压的情况。此后，黄埔港方面于1986年在洪圣沙新建了仓库和堆场，亦建设了船舶修造厂。
2000年代，洪圣沙码头主要承担沿海粮食中转及西江沿线非金属矿石运输。2014年，洪圣沙的码头停止煤炭装卸业务，转为木材运输。
由于交通不便导致运营效益不佳，且为配合政府进行城市更新改造，广州港股份有限公司于2018年决定搬迁重建洪圣沙码头，并出售所持洪圣沙地块的土地。此后，相关地块交由黄埔区土地开发中心收储。

## 岛屿规划
2011-12年区、市级规划中，便计划在岛上建设生态旅游公园和国际游艇码头。
2015年，广州市发布《珠江江心岛整体保护规划》，当中已部分开发的洪圣沙被划入限制开发一类，只可低强度利用，不得进行房地产开发。洪圣沙的保护细则为：搬迁仓库煤场，改工业码头为游轮码头；增加绿化，改造现有仓库为艺术文化、旅游服务设施，整体打造为艺术公园。
2020年，雪松控股旗下公司与廣州城投集團新成立的合资公司拍下洪圣沙3宗商业用地，计划打造为以文旅总部为核心的“国际慢岛”。然而因公司资金链出现问题，雪松于2021年12月退出洪圣沙开发项目，洪圣沙项目亦遭搁置。
2021年4月，洪圣沙地块控规修改方案获批。2023年2月，黄埔区发布的《广州珠江国际慢岛总体发展规划（2022-2035年）》征求意见稿中，将长洲岛、洪圣沙和白兔沙列入战略核心岛群。

## 市政工程
2016年，广州地铁7号线二期工程决定增设位于洪圣沙的同名车站。车站已完成建设，但由于岛上无市政配套设施，不满足开通条件，车站未在2023年与7号线二期一同开通。
2018年，黄埔区对洪圣沙在内的江心岛开展土地综合整治项目，平整部分土地。
2021年，当局启动对外桥梁的勘察招标，将建设两座连接长洲岛的景观桥；但目前没有进一步消息。
2023年，岛上的鱼珠隧道沉管预制场地正式开工建设。